# Alena Tichá
Alena Tichá (* 11. dubna 1944 Zlín) je bývalá česká zpěvačka populární hudby. Byla aktivní v letech 1966 až 1980.

## Život
Narodila se sice ve Zlíně, ale po válce se rodina přestěhovala do Nového Jičína, kde Alena žila až do svých devatenácti let. Vyrůstala v hudební rodině a od sedmi let se učila na klavír v lidové škole umění. Na gymnáziu zpívala se studentskou kapelou. V osmnácti letech vyhrála v Brně soutěž Hledáme nové talenty. Po maturitě nastoupila na filosofickou fakultu v Olomouci, ale po roce přešla na brněnskou pedagogickou fakultu, kterou úspěšně absolvovala s aprobací ruština – hudební výchova. Po studiu krátce působila jako učitelka, ale kvůli zaneprázdnění se od roku 1969 zcela věnovala zpěvu. V Brně spolupracovala s Gustavem Bromem. Právě s Gustavem Bromem pořídila pro bratislavskou televizi několik velmi úspěšných nahrávek ve slovenštině, které ji získaly na Slovensku velkou popularitu. Také v Praze spolupracovala s předními tělesy. S Karlem Gottem a Skupinou Ladislava Štaidla vystupovala v zemích východního bloku. Dále spolupracovala se Skupinou Františka Ringo Čecha, Orchestrem Karla Vlacha a dalšími.
Pěveckou kariéru ukončila v roce 1980, když její syn Marek nastoupil do první třídy, a vrátila se k učitelskému povolání.
Před publikum se vrátila už jenom jednou, když při příležitosti svých padesátin zazpívala několik svých starých hitů v populárním hudebním pořadu slovenské televize Repete.

## Nahrávky
Během kariéry natočila řadu singlů i rozhlasových a televizních nahrávek, ale nevydala žádné album.

Z vlastních dostupných nahrávek vydal Supraphon dvě kompilační CD alba:
- Až tě paže mý ovinou - nahrávky z let 1968-1980 – v roce 2011
- Singly – v roce 2019

gramofonové nahrávky
- Talisman (Schenk mir dein Herz als Talisman) – hudba / text: Christian Bruhn / Růžena Sypěnová – 1966
- Pět dnů v týdnu (Sechs Tage lang) – hudba / text: Peter Laine / Erich Knirsch – 1967
- Prvý krok – hudba / text: Ľudovít Jankó / Ján Turan – slovensky – 1967
- Kolovrátek (Room Full of Roses) – hudba / text: Tim Spencer / Jan Šimon Fiala – 1968
- To sa stáva – hudba / text: Ivan Horváth / Ivan Úradníček – slovensky – 1968
- Tvoja chladná tvár – hudba / text: Ivan Horváth / Ivan Úradníček – slovensky – 1968
- Harlekýn (Harlekin) – hudba / text: Hans Blum / Jan Šimon Fiala – 1969
- Louč – hudba / text: Jaromír Kratochvíl / Jan Šimon Fiala – 1969
- Nádej – hudba / text: Ivan Horváth / Ivan Úradníček – slovensky – 1969
- Ráno – hudba / text: Ľudovít Jankó / Marián Kováčik – slovensky – 1969
- Tam je môj svet – hudba / text: Ivan Horváth / Ivan Úradníček – slovensky – 1969
- Tie dni (Those Were The Days) – hudba / text: Gene Raskin / Ivan Úradníček – slovensky – 1969
- Volá trubky hlas – hudba / text: Bohuslav Sedláček / Jan Šimon Fiala – duet s Jiřím Duchoněm – 1969
- A já taká dzievočka – slovenská lidová – 1970
- Mama – hudba / text: Pavol Závodský / Igor Mayer – slovensky – 1970
- Primabalerína (Primabalerina) – hudba / text: Hans Buck / Ivan Úradníček – slovensky – 1970
- Tarata-Ting, Tarata-Tong (Tarata-Ting, Tarata-Tong) – hudba / text: Christian Bruhn / Boris Droppa – slovensky – 1970
- Úmluva s panenkou (Don't Sleep In The Subway) – hudba / text: Tony Hatch / Pavel Vrba – 1970
- Už dost (Knock, Knock Who's There) – hudba / text: John Carter a Geoffrey Stephens / Pavel Cmíral – 1970
- Výlety do oblakov – hudba / text: Ivan Horváth / Ivan Úradníček – slovensky – 1970
- Zpívej a povídej (All Kinds Of Everything) – hudba / text: Derry Lindsay a Jackie Smith / Pavel Cmíral – 1970
- Pojď si hrát na lásku – hudba / text: Jindřich Brabec / Vladimír Poštulka – 1971
- Pokloním se zahradám a stráním (Wicked California) – hudba / text: Jack H. Clement / Miroslav Černý a Miloš Skalka – 1971
- Vinšovačka k vianociam – hudba / text: Ján Siváček / Boris Droppa a Ján Turan – duet s Peterom Sedlákom – slovensky – 1971
- Až tě paže mý ovinou – hudba / text: Ladislav Štaidl / Jiří Štaidl – 1972
- Dám vám lék (Hands Off The Man /Flim Flam Man/) – hudba / text: Laura Nyro / Jiří Kameš – 1972
- Láska je pes (How Do You Do) – hudba / text: Hans Chr. van Hemert / Jiří Štaidl – 1972
- Náhody – hudba / text: Max Wittmann / Pavel Cmíral – 1972
- Stříbrný měsíc (Silver Moon) – hudba / text: Robert Michael Nesmith / Jan Šimon Fiala – 1972
- Vrať se mi lásko – hudba / text: Jindřich Brabec / Jiří Aplt – 1972
- Kam léto odlétá – hudba / text: Alfons Jindra / Václav Fišer – 1973
- Ali-ba-ba (Ali-ba-ba) – hudba / text: Roger Ferris / František Ringo Čech – 1974
- Jen se přiznej (Aye No Digas) – hudba / text: Chris Montez a Billy Meshel / Miroslav Černý– 1974
- Můj pejsek ví – hudba / text: Jaroslav Dudek / Vladimír Dvořák – 1974
- Napiš – hudba / text: Pavel Skalický / Pavel Skalický – 1974
- Byl by to hřích – hudba / text: Milan Drobný / Miroslav Černý – 1975
- Já nepláču (Mad About You) – hudba / text: Bruce Ruffin / František Ringo Čech – 1975
- Já plus ty minus láska má – hudba / text: Jiří Svoboda / Michal Bukovič – 1975
- Závoj z bílých růží – hudba / text: Milan Drobný / Václav Fišer – v triu s Jarmilou Gerlovou a Milanem Drobným – 1975
- Brněnský drak – hudba / text: Aleš Sigmund / Michal Bukovič – 1976
- Mámo, zle je  (Mamma Mia) – hudba / text: Benny Andersson / Michal Bukovič – 1976
- Blázen, kdo se lásky zříká – hudba / text: Vítězslav Hádl / Petr Markov – 1978
- Neptune, ty to víš (Baby Blue) – hudba / text: Neil Sedaka a Howard Greenfield / Hana Krütznerová – 1978
- Holčičí svět (La tua cittá) – hudba / text: Labati Carlo Donida / Hana Krütznerová – 1980
- Povím to modrým vodám – hudba / text: Jiří Svoboda / Pavel Vrba – 1980
- Půjdem (Anna) – hudba / text: Miro Jose Fernando Arbex / Miroslav Černý – 1980

další nahrávky
rozhlasové:

- Vánoční romance o čembalu – hudba / text: Max Wittmann / Pavel Cmíral – 1961?[2]
- Chtěla bych být borovicí – hudba / text: Bohuslav Sedláček / Růžena Sypěnová – 1970
- Růžový zámek – hudba / text: Miroslav Hanák / Růžena Sypěnová – 1970
- Balíček ve zlatém papíru – hudba / text: Oldřich Blaha / Josef Řičánek – 1972
- Tichošlápek – hudba / text: Max Wittmann / Pavel Cmíral – 1975
- Jahody (?) – hudba / text: Alexej Mažukov / Hana Čiháková – 1975
- Teodorika, bárka toulavá (Feodosija) – hudba / text: David Tuchmanov / Eva Pospíšilová – 1978

ostatní:

Hledám slušnou hospodu, Máš už dávno spát, Med a cukr, Nelžu vám, Píseň šaškova, Dej mi lístek na cestu zpáteční, Pár dnů vánoc, Bum, bum, Váhám, Poslouchej, .....